# Maasbrug bij Empel
De Maasbrug bij Hedel, Velddriel, Empel en 's-Hertogenbosch is de brug waarmee de autosnelweg A2 over de Maas wordt geleid, die aldaar de grens van Gelderland en Noord-Brabant vormt.
De Maasbrug is de meest oostelijke van de drie bruggen bij Hedel. Zo'n 2,5 kilometer ten westen van de Maasbrug ligt de Hedelse spoorbrug, met daarnaast de Hedelse brug. Tussen 1937 en 1970 ging het doorgaande verkeer tussen Utrecht en 's-Hertogenbosch over laatstgenoemde brug. Doordat het volume van het wegverkeer sterk toenam, werd besloten om de A2 vanaf wegrestaurant De Lucht naar het oosten te verplaatsen, langs 's-Hertogenbosch (middels de Ring 's-Hertogenbosch). Daarvoor was een nieuwe, veel bredere Maasbrug noodzakelijk. Deze werd in beton uitgevoerd en op 29 december 1970 geopend.
Bij de bouw is de autosnelweg op de brug uitgevoerd in twee maal twee rijstroken. In het kader van de verbreding van de A2 tussen Zaltbommel en Empel tot twee maal drie rijstroken, zijn de vluchtstroken vervangen door een derde rijstrook. Dit is sinds april 2010 gereed. Langs de zijkanten van de brug zijn geluidsschermen geplaatst.